# Muhammad I. Tapar

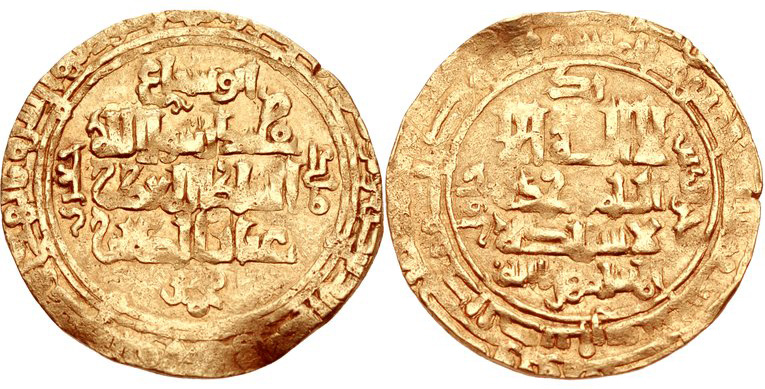
506 H. (1112/13) in Kaschan geprägter Dinar, auf dem Muhammad über seinem Sohn Chaghri und dessen Atabeg Chavli als Sultan genannt ist

Ghiyath ad-Dunya wa-d-Din Abu Schudscha Muhammad (I.) Tapar (arabisch غياث الدنيا والدين أبو شجاع محمد, DMG Ġiyāṯ ad-Dunyā wa-’d-Dīn Abū Šuǧāʿ Muḥammad; * 21. Januar 1082; † 5. April 1118) herrschte von 1105 bis 1118 als Sultan der Großseldschuken über Westiran und den Irak.
Er war ein Sohn des Sultans Malik Schah I. († 1092) und der Bruder Sultan Sandschars. Zwischen 1098 und 1104 herrschte Bürgerkrieg zwischen ihm und seinem älteren Halbbruder Berk-Yaruq. Er begann, als Muhammad die Stadt Rey besetzte und dort Berk-Yaruqs Mutter Zubaida tötete, woraufhin die Chutba in Bagdad (vorübergehend) in seinem Namen gelesen wurde. Der Krieg verhinderte (trotz einer entsprechenden Aufforderung des Kalifen) ein Vorgehen der Seldschuken gegen die Kreuzfahrer und endete nach fünf Schlachten unentschieden. Als beide Seiten erschöpft waren, kamen sie zu einer Übereinkunft, bei der das Reich geteilt wurde und Muhammad den oberen Irak, Mossul, Syrien und Diyarbakir erhielt. Berk-Yaruq verstarb jedoch schon 1105 im Alter von 25 Jahren, sodass Muhammad den Thron erbte – zumindest nachdem er dessen Sohn Malik-Schah II. in Isfahan abgesetzt hatte. Sandschar, der mit Tadsch al-Dīn Khātūn al-Safarriyya dieselbe Mutter wie Muhammad hatte und ab 1097 über Chorasan herrschte, stand im Bürgerkrieg mit Berk-Yaruq auf seiner Seite und setzte sich nach Muhammads Tod als Dynastieoberhaupt durch.
Muhammad, der seine Tochter Fatima mit dem Abbasidenkalifen al-Mustazhir verheiratet hatte, entsandte (auf Wunsch des Kalifen) Truppen zu einem kombinierten Angriff auf die Kreuzfahrer, was aber trotz einiger militärischer Erfolge (Sieg über König Balduin bei Tiberias 1113) aufgrund von Streitigkeiten unter den Muslimen ohne entscheidende Ergebnisse blieb. Zudem ließ er zwischen 1108 und 1118 zweimal die Ismailiten-Festung Alamut belagern und zwang Hasan-i Sabbāh durch die jahrelange Belagerung zu Kapitulationsverhandlungen.